# Onychopterocheilus cyaneipennis
Onychopterocheilus cyaneipennis är en stekelart som först beskrevs av André 1895.  Onychopterocheilus cyaneipennis ingår i släktet Onychopterocheilus och familjen Eumenidae. Inga underarter finns listade i Catalogue of Life.